# 丸山剛毅
丸山 剛毅（まるやま ごうき、1992年4月5日 - ）は、宮崎県宮崎市出身の、日本の柔道選手である。階級は81kg級。身長173cm。得意技は内股。現在はパーク24所属。父親はバルセロナオリンピックの柔道65kg級で7位となった丸山顕志。1つ年下の弟である丸山城志郎は2019年に世界選手権66㎏級で優勝した。

## 人物
5歳の時に柔道を始めた。小学校6年の時に全国少年柔道大会の個人戦で5位、団体戦でも弟とともに活躍して3位になった。全日本選抜少年柔道大会小学生の部では個人戦で優勝すると、団体戦でも弟とともに活躍して優勝を飾った。相原中学3年の時には全国中学校柔道大会の団体戦では3位だったものの個人戦90kg級では優勝を果たした。ちなみに、この時は弟の城志郎も60kg級で優勝して兄弟優勝を成し遂げた。桐蔭学園高校2年の時には全国高等学校柔道選手権大会90kg級で優勝した。3年の時にはインターハイは3位に終わったが、全日本ジュニアでは優勝を果たして世界ジュニアに出場するも3回戦で敗れた。
天理大学に進学後は階級を81kg級に変更した。1年の時には全日本ジュニアで優勝すると、世界ジュニアでも決勝でロシアの選手に内股で一本勝ちして優勝を果たした。3年の時には体重別決勝で大学の1年先輩である安田知史を指導2で破り初優勝を飾った。4年の時にはヨーロッパオープン・ローマで優勝を飾った。
2015年4月からはパーク24の所属になると、体重別では3位に終わり世界選手権代表には選出されなかったが、世界団体のメンバーに選ばれた。5月のグランドスラム・バクーでは3位となった。8月の世界団体では準決勝のドイツ戦で勝利して、チームの優勝に貢献した。11月のグランプリ・青島では決勝で韓国の王己春と対戦すると、指導1でリードしながらその後守勢となって終了と同時に指導1が与えられて追いつかれると、GSに入ってから技ありを取られて2位に終わった。2018年8月には実業個人選手権の決勝で元世界チャンピオンである旭化成の永瀬貴規を内股で破って優勝した。2019年の実業個人選手権では2連覇を達成した。2020年10月の講道館杯では決勝で同僚の小原拳哉に技ありで敗れて2位だった。2022年には泰山学舎の所属になると、10月の講道館杯では3位になった。その後、キヨナガの所属となった。2023年4月の体重別初戦で敗れた後に現役引退を表明した。

## 戦績
- 2004年 - 全国少年柔道大会　個人戦　5位　団体戦　3位
- 2004年 - 全日本選抜少年柔道大会小学生の部　個人戦　団体戦　優勝
- 2007年 -　全国中学校柔道大会 個人戦　優勝　団体戦　3位
- 2008年 -　ドイツカデ国際　優勝
- 2008年 -　ポーランドジュニア国際　3位
- 2010年 -　全国高等学校柔道選手権大会　優勝
- 2010年 -　インターハイ　3位
- 2010年 -　全日本ジュニア　優勝
- 2011年 -　全日本ジュニア　優勝
- 2011年 -　世界ジュニア　優勝
- 2012年 -　ベルギー国際　優勝
- 2013年 -　体重別　優勝
- 2013年 -　東アジア大会　3位
- 2013年 -　講道館杯　5位
- 2014年 -　体重別　3位
- 2014年 -　全日本学生柔道優勝大会　3位
- 2014年 - 学生体重別　5位
- 2014年 -　講道館杯　2位
- 2014年 - グランドスラム・東京　5位
- 2015年 - ヨーロッパオープン・ローマ　優勝
- 2015年 -　体重別　3位
- 2015年 - グランドスラム・バクー　3位
- 2015年 - グランプリ・ウランバートル　7位
- 2015年 - 世界団体　優勝
- 2015年 - グランドスラム・パリ　5位
- 2015年 -　グランプリ・青島　2位
- 2016年 - アジアオープン・台北　優勝
- 2016年 -　講道館杯　5位
- 2017年 -　体重別　3位
- 2018年 - 実業個人選手権　優勝
- 2019年 - 実業団体　2位
- 2019年 -　実業個人選手権　優勝
- 2020年 -　講道館杯　2位
- 2022年 -　講道館杯　3位

(出典、JudoInside.com)